# Förderndes Qualitätsevaluations-System
Die Fördernde Qualitätsbeurteilung für Schulen (FQS) ist ein markengeschütztes Qualitätsmanagements-Modell. Es ist auch unter der Bezeichnung Formatives Qualitätsevaluationssystem bekannt.
FQS wurde seit 1993 auf Initiative des Dachverbandes Schweizer Lehrerinnen und Lehrer (LCH) unter der Leitung von Anton Strittmatter entwickelt und wissenschaftlich begleitet. Heute arbeiten in der Schweiz über 100 Schulen mit diesem Selbstevaluationskonzept. Das Modell verknüpft Qualitätssteuerung und Qualitätsprüfung systematisch mit Schulentwicklung.
Seit 2015 wird das Label von der Pädagogischen Hochschule Zürich (PH Zürich) in Zusammenarbeit mit dem Schweizerischen Institut für Erwachsenenbildung (SIEB.ch) vergeben. SIEB.ch ist für die konkrete Organisation und die Überprüfung und Weiterentwicklung der Qualität zuständig und dient als Anlaufstelle für Schulen und Weiterbildungsinstitute. Die PH Zürich verantwortet den Zertifizierungsprozess und stellt am Ende des Evaluationsprozesses das Zertifikat aus.

## Charakterisierung des FQS
FQS legt den Schwerpunkt auf die Selbstevaluation der Schulen durch die Lehrer/-innen. Diese Evaluation wird durch eine behutsame externe Evaluation (Meta-Evaluation) ergänzt. Das System wird unter fachlicher Beratung in die jeweilige Einrichtung eingeführt.
Zentrale Handlungsfelder des Qualitätssystems zur Personal- und Schulentwicklung nach FQS sind die folgenden:
- Die Qualitätsstandards und die zu evaluierenden Bereiche werden durch Lehrer/-innen und Schulen selbst ausgehandelt (Abschluss eines schulinternen Kontraktes).
- Lehrer/-innen und Schule planen die Evaluationstätigkeit und führen sie aus, wobei auch Schüler/-innen und Eltern einbezogen sind. Die Interpretation der Daten und die Einleitung der Veränderungen ist schulintern organisiert.
- Evaluation ist immer mit Schulentwicklung verknüpft. Die schulintern erhobenen Daten münden in schulintern organisierte Veränderungen.
- Über Evaluation und Maßnahmen werden (Rechenschafts-)Berichte abgefasst und z. B. der Schulaufsicht zugänglich gemacht.
- Diese Berichte können Grundlage für eine externe Meta-Evaluation sein.

FQS bedeutet somit nicht nur die Selbstevaluation der Lehrer/-innen und ihrer Leistungen, sie ist auch Selbstevaluation der jeweiligen Schule.
Die Steuerung und Koordinierung der Maßnahmen ist der Schulleitung und eventuell Steuerungsgruppen übertragen.
Im Zentrum von FQS stehen sogenannte Q-Gruppen. Das sind Gruppen aus vier bis sechs Lehrer(inne)n, die sich
- gegenseitig im Unterricht besuchen,
- Unterrichtsmaterialien gegenlesen,
- einander offenes Feedback geben und
- auf die Einhaltung der vereinbarten Maßstäbe und Verfahren achten.

Die Rückmeldungen innerhalb der Q-Gruppen münden in eine Veränderung des Unterrichts (Erhöhung der Unterrichtsqualität). Die Lehrpersonen erleben sich dadurch in ihrer beruflichen Tätigkeit als selbstwirksamer und beschreiben in der Folge auch ein größeres Selbstvertrauen.
Damit ist auf fachlich-unterrichtlicher Ebene eine intensive Zusammenarbeit von Lehrergruppen (Teamarbeit) gefordert. Sie ermöglicht nicht nur die Weiterentwicklung der Lehrer/-innen, sondern steigert auch deren Berufszufriedenheit. Mit den Gruppen nimmt die soziale Offenheit zu, weshalb das Schulklima an FQS-Schulen als besser beschrieben wird.
Das Individualfeedback wird ergänzt durch ein Feedback der Schulleitung (Unterrichtsbesuche, Mitarbeitendengespräche), der Schülerinnen und Schüler und der Eltern. Dabei werden nur dann Feedbacks eingeholt, wenn eine entsprechende Veränderungsbereitschaft vorhanden ist und der Entwicklungs-Evaluations-Zyklus vollständig und unter Mitwirkung aller Beteiligter durchgeführt werden kann. Vertraulichkeit wird dadurch gewährleistet, dass die Beteiligten Eigentümer der erhobenen Daten bleiben.
Mit der Qualitätssicherung übergreifender Einheiten und der Selbstevaluation der Schule als Ganzem befassen sich eigens beauftragte Projektgruppen.
Die Ergebnisse werden auf (halbjährlich stattfindenden) FQS-Konventen zusammengetragen. Dort findet auch eine weitere Schulung, der Erfahrungsaustausch und die Erstellung von Gesamtberichten statt. Bei den Konventen wird ferner der organisatorische Rahmen abgesteckt, die Anzahl Konvente festgelegt, es werden die Steuerungsgruppe und Q-Gruppen besetzt und die Jahresthemen-Arbeit festgelegt.
Q-Foren dienen dem Erfahrungsaustausch unter den Q-Gruppen.

## Bewertung des FQS
Strittmatter weist in einem Forschungsbericht zum FQS darauf hin, dass das Gelingen dieser Evaluationsform entscheidend von der Einstellung und Haltung der Beteiligten abhängt.